# Sant Pere del Pla de l'Arca
Sant Pere del Pla de l'Arca és una església del municipi de la Jonquera inclosa en l'Inventari del Patrimoni Arquitectònic de Catalunya.

## Descripció
Sant Pere del Pla de L'Arca sofriria fortes alteracions a l'afegir-hi una construcció en època posterior (XVII - XVIII).
És d'una sola nau amb absis en forma de ferradura que s'aprecia en l'interior. L'absis tindria diferents obertures, encara que algunes semblen tapiades, se n'aprecia una en forma d'espitllera. Quant a la porta d'accés a l'església hi ha dues opinions diferenciades: a) Deulofeu és del parer que la porta es trobaria en el frontis i que posteriorment seria tapiada; b) J. Badia és de l'opinió que la porta original estaria situada a migdia tal com encara es conserva tot i que en data posterior serviria per a comunicar les dependències de l'església amb l'afegit casalot.

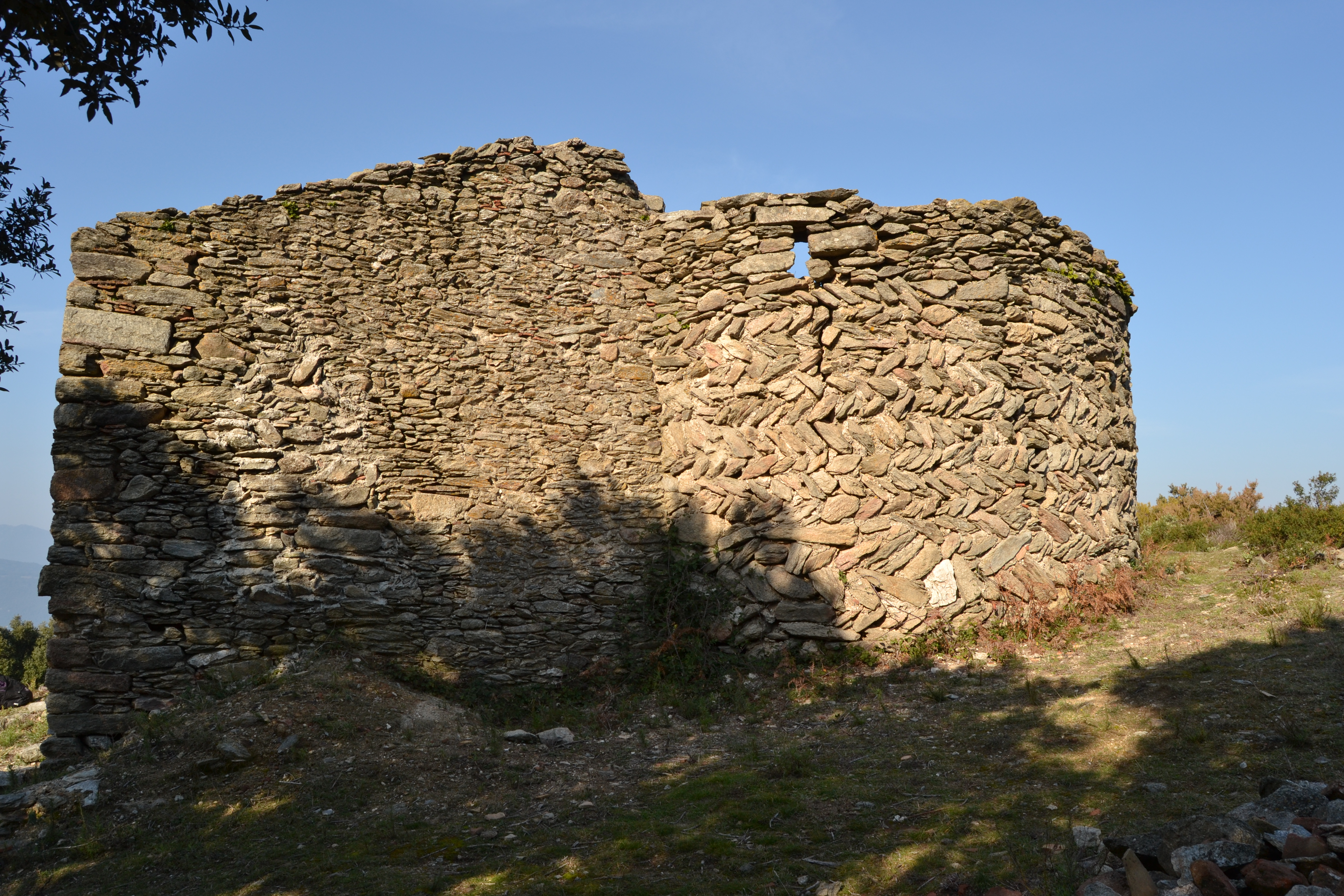
El casalot adossat a l'absis

De coberta només en resta a la port del frontis. És volta de canó i s'aixeca sobre unes banquetes por acusades, que estaria cobert per plaques de pissarra tal com queda en algun punt.
El frontis té una finestra d'arc de mig punt i actualment no hi ha porta.
El parament es redueix a lloses de granit sense treballar, formant filades d'opus spicatum, sobretot, a l'absis i frontis; encara que hi ha filades posteriors.